# Нам здесь жить
«Нам здесь жить» — роман-дилогия харьковских писателей Дмитрия Громова и Олега Ладыженского, пишущих под псевдонимом Генри Лайон Олди, и Андрея Шмалько, пишущего под псевдонимом Андрей Валентинов. Роман состоит из двух частей: «Армагеддон был вчера» и «Кровь пьют руками»:446. Обе части были впервые изданы в 1999 году московским издательством «Эксмо» в серии «Нить времён».
Жанр романа определяют по-разному: антиутопия:446, городское фэнтези. Действие происходит в мире, где произошли несколько рукотворных локальных апокалипсисов, «и никто не понимает, что это только начало».
Роман «Нам здесь жить» — произведение сложное и в какой-то мере рубежное, подводящее итог творчества и Олди, и Валентинова. В романе завершается дхарская линия цикла «Око силы» Андрея Валентинова и близится к концу цикл Олди «Люди, боги и я»:446 (включающий в себя мифологические романы Олди: «Герой должен быть один», «Путь меча», «Пасынки восьмой заповеди», «Мессия очищает диск», «Чёрный Баламут» и др.:442).

## История написания
Мысль написать какое-нибудь произведение в соавторстве с Олди возникла у Андрея Валентинова, однако замысел отложили на потом, так как и Валентинов, и Олди были заняты написанием собственных книг. Через некоторое время, пытаясь написать косвенное продолжение своего романа «Герой должен быть один», где действие происходило бы в современности или в недалёком будущем, Олди оказались в творческом кризисе («Написали листа два — два в половиной и упёрлись в тупик. Из того, что приходило в голову, получался сплошной боевик (и не очень-то „философский“), а такое писать не хотелось»). Громов и Ладыженский попросили Андрея Валентинова продолжить роман, тот сочинил небольшой фрагмент — после чего тоже оказался в тупике.
Спустя время, работая над другими книгами, Олди и Валентинов вернулись к работе над «Нам здесь жить», и при этом наконец вырисовалась общая концепция. Валентинов писал линию Эры Гизело, Олди — линию Алика Залесского. При этом они обменивались фрагментами, стыковывали их и согласовывали, порой встречались, чтобы обсудить те или иные нюансы. Авторам хотелось «сделать счастливый финал, но не получилось, к сожалению. Иначе вышла бы неправда, а пойти на такое и притянуть за уши хэппи-энд мы никак не могли».
В текст друг друга Олди и Валентинов вмешивались минимально: стыковка фрагментов и лёгкая редактура.

## Сюжет
В результате деятельности одной из лабораторий института Прикладной Мифологии (НИИПриМ) в неназванном городе происходит крупная техногенная катастрофа. Одновременно с этим сотрудники НИИПриМ, или, как они себя называют, «сектанты волшебного слова», внедряют в сознание горожан мысль о том, что для исправления ситуации нужно возносить молитвы и приносить жертвы как христианским святым, так и «персонифицированным проявлениям окружающей среды» — домовым, водяным, «квартирникам», барабашкам и так далее. Моление приносит плоды, и в какой-то момент горожане начинают видеть домовых, водяных, снегурочек и других мифических персонажей, при этом они послушны и приносят пользу. В «большом мире» этот феномен получает название «Теория Семёнова-Зусера».
Действие романа разворачивается через десять лет после катастрофы. Оставшееся в городе население приспособилось к окружающей их мифической реальности. Водяные следят за водопроводом, домовые делают ремонт, по городу носятся современные кентавры, представляющие собой гибрид человека и мотоцикла:447, а люди на домашних алтарках приносят бескровные жертвы святым и нечистым. Жизнь налаживается.
Получив в руки магическую силу, местная мафия берет под свой контроль информационные и энергетические потоки остального мира. Это вызывает тревогу и раздражение федерального правительства, которое решает вначале депортировать, а затем и уничтожить население города.
В то же время в городе ведётся нелегальная деятельность агентов некой могущественной транснациональной организации. НИИПриМ был её филиалом. Аналитики организации приходят к выводу, что у каждой зоны мифической реальности (а таких в мире ещё как минимум одиннадцать, в частности в Китае, США, Бразилии, на Хоккайдо и в районе Филиппин) есть так называемый Легат: человек, в реальности обыденной способный творить миры на бумаге, а в мифической — наяву, изменяя мифическую реальность под себя, фактически становясь богом зоны мифической реальности.
К той же мысли приходит главарь местной мафии Панченко. Сознательно биологически умерев, он становится лже-богом и параллельно с сотрудниками неназванной организации начинает охоту на подлинного Легата. Цель организации найти Легата и подчинить или уничтожить, цель Панченко — уничтожить и стать Легатом самому.
Заканчивается роман вводом в город федеральных войск, приводящим к массовому уничтожению населения:447.

## Герои
Залесский Олег Авраамович (Алик) — писатель-фантаст, Легат Печати.
Молитвин Иероним Павлович (Ерпалыч) — сосед Алика Залесского, бывший заведующий лаборатории «Мифология и Реальность» («МИР») НИИПриМ.
Петров Ричард Родионович (Ритка) — сержант полиции, друг Алика.
Гизело Эра Игнатьевна — следователь районной прокуратуры, законспирированный агент некой надправительственной секретной организации. Агентурная кличка — «Стрела».
Фол — кентавр, друг Алика Залесского, один из лидеров кентавров.
Бах-Целевская Ида — медсестра, живёт у Алика.
Папа — кентавресса, неформальный лидер кентавров.
Залесский Павел Абрамович — брат Алика Залесского, эмигрировал в США. Был убит, после биологической смерти — Легат Печати зоны острова Стрим-Айленд.
Панченко Борис Григорьевич — он же Бессараб, он же Капустняк. Вор в законе, лидер крупнейшей ОПГ «Железнодорожники». После собственной биологической смерти — лже-Легат.
Волков Игорь — специалист по паранормальным явлениям, один из руководителей отдела стратегических операций некой надправительственной секретной организации. Агентурная кличка — «Девятый». Сильный маг, выглядит на 30 лет, на самом деле значительно старше и имеет внуков.

## Художественные особенности
По утверждению доктора филологических наук профессора О. Н. Калениченко, роман «Нам здесь жить» во многом традиционен, соответствует канонам городского фэнтези: действие происходит в условной реальности, в мире, отчасти похожем на наш. Тем не менее за условной реальностью города Харькова (в «Нам здесь жить» названы практически все центральные улицы и достопримечательности города) отчётливо видны, как отмечает О. Н. Калениченко, реалии конца 1980-х — начала 1990-х годов: «вера людей в преобразование действительности на демократических началах, повальное увлечение массового человека эзотерикой… развенчание старых и рождение новых мифов… появление научно-популярной литературы об особенностях биосферы и ее возможности перехода в ноосферу и т.д.» Также отражение нашли войны в Чечне и Карабахе, разруха в жилищно-коммунальной сфере, быстрый переход жителей от атеизма к полуязычеству-полуправославию, возникновение в свободной продаже продуктов, прежде добывавшихся с трудом и новых: тех или иных марок пива, коньяков, ликёров и проч. Рецензент журнала «Мир фантастики» В. Васильевский пишет, что в «Нам здесь жить» нашло отражение «то, что мы имели совсем недавно: нищета переходного периода, опьянение вседозволенностью, постоянные испытания на прочность, на выживание и многое другое. Армагеддон действительно был совсем недавно, и мы через него прошли».
Роман содержит аллюзии и реминисценции к фильму «Никита» Люка Бессона (1990), произведениям А. и Б. Стругацких (в том числе «Понедельник начинается в субботу»), Р. Асприна (в том числе «Корпорация М.И.Ф. в действии. Сладостный МИФ, или МИФ-терия жизни»), С. Лукьяненко (серия «Дозоры»), М. и С. Дяченко. Также текст романа полон аллюзий и ссылок на знакомые с детства почти любому читателю мифы и сказания. Люди, живущие в изображённом в романе городе, пребывающие в условиях изменённой реальности, вынуждены обратиться к мифу как наиболее подходящей форме переживания, восприятия и толкования мира; герои романа на глазах читателя создают свою собственную мифологию, мифы новой эпохи и новых жизненных обстоятельств. Миня (Минотавр), обретший материальное воплощение персонаж романа писателя-фантаста и создателя новой постэсхатологической реальности Алика Залесского, — своего рода символ мировой гармонии, поиск которой представляет собой характерную черту мифологической реальности.

## Проблематика
В романе затрагиваются такие проблемы, как глубинные вопросы существования человека в окружающем его мире, вопросы пределов и возможностей человеческой цивилизации и самого человека, перспективы бытия человека в нестабильном мироздании. Поднимается тема нетерпимости людей друг к другу; в результате этой нетерпимости, по мысли авторов, уничтожается всё нестандартное, непохожее на большинство человечества:447.

## Номинации на премии
- Бронзовая улитка, 2000 // Крупная форма
- Интерпресскон, 2000 // Крупная форма (роман)
- «Странник», 2001 // Лунный меч (номинировалась вторая часть: «Кровь пьют руками»)